# 拉維 (索斯尼齊亞區)
51°35′38″N 32°28′2″E / 51.59389°N 32.46722°E
拉維（烏克蘭語：Лави），是烏克蘭北部的村莊，隸屬切爾尼希夫州的科留基夫卡區。該村始建於1656年，面積2.6平方公里，海拔高度124米，人口604，人口密度每平方公里232.3人。